# 下條よしあき
下條 よしあき（しもじょう よしあき、本名：佐藤 誠、1950年12月23日 - ）は、日本の漫画家。長野県長野市松代町出身。男性。血液型はA型。

## 人物
幼少の頃より戦闘機や軍艦・車やバイク・電車や機関車などメカニカルなものに特別な興味を示し、少年漫画誌に掲載された小松崎茂や髙荷義之のイラストに憧れを持っていた。1960年代の漫画の隆盛で野球漫画などのスポーツ漫画に触発され、漫画家に憧れが移り、高校時代に創刊された雑誌『COM』虫プロ商事の影響を受け、本格的に漫画家を目指すようになった。
1969年高校を卒業後、当時青年漫画の旗手として若者から絶大な支持を得ていた漫画家の宮谷一彦に師事、アシスタントを2年半務める。同期は空飛光一『リーゼントカバ』。

## 略歴
漫画家デビューは、1971年12月発売の「漫画ジャンボ」日本文華社。宮谷一彦に強く影響を受けた作品「傷だらけの墓標」その後「Kの事件簿シリーズ」「ローリングストーン」などの短編を続けざまに発表後、ほんまりう・かわぐちかいじのアシスタントを経て「黙示録の戦士」から絵柄を変え始める。
週刊漫画サンデー漫画賞、「花咲町行方不知」佳作受賞後、『雨の朝サブは…』原作：梶原一騎/劇画：下條よしあきプレイコミック連載（隔週刊）1979.9/13号〜1981.12/24号、『マイコン刑事』原作：鷹見吾郎（すがやみつる）・漫画：下條よしあき月刊少年チャンピオン連載（月刊）1982.2月号〜1985.4月号等の作品で人気を博した。近年では趣味を生かしたゴルフや釣りを題材にした漫画を多く描いている。
ペンネームを複数持ち、官能漫画も手がけていたので、官能漫画家に友人知人が多いことで知られる。
2004年頃から日本美術企画にて、漫画雑誌フロム出版、パズル誌双葉社などの編集を手掛ける。
2006年以降コンビニ向け廉価本制作を手掛ける。『男と女の交差点』 『満腹グルメ・スペシャル』日本文芸社
2009年出版社・松文館WEB事業部勤務。2014年現在、道出版・グループゼロ・松文館WEB事業部勤務。
現在も出版社勤務の傍ら単発漫画やイラストなどを手掛けている。

## 作品リスト
- 愛ひとすじに（原作：梶川良、週刊漫画ゴラク連載、日本文芸社）
- 女探偵ハコ（原作：沼礼一、週刊漫画サンデー連載、実業之日本社）
- 女教師たち（原作：沼礼一、増刊漫画サンデー連載、実業之日本社）
- 雨の朝サブは（原作：梶原一騎、プレイコミック、秋田書店）
- マイコン刑事（原作：鷹見吾郎、月刊少年チャンピオン、秋田書店）
- 本気で一気！（月刊少年チャンピオン、秋田書店）
- WeLoveパンチョ先生（原作：小堀洋、ゴルフコミック、秋田書店）
- よくわかるルール教室（監修：芝健太郎、ゴルフレッスンコミック、日本文芸社）
- ないすボギー（4コマ漫画夕刊フジ、産業経済新聞社）
- [魔希のグリーン（ゴルフレッスンコミック、日本文芸社）
- バスマスター嵐丸（原作：高橋大河（第1話〜第7話、佐藤雅史第8話〜第32話、辰巳出版）
- プロバサー虎之助（原作：吉田幸二、つりコミック、辰巳出版）
- バスマスター講座（comic釣り王、イズミコーポレーション）
- リベンジャー（原作：米倉 大二郎、漫画大衆、双葉社）
- 船宿　美幸丸（漫画大衆、双葉社）
- ボールコントロールの法則（監修：増田哲仁 、ゴルフコミックアスリート、少年画報社）
- 内藤雄士が教える誰でもゴルフがうまくなる“１０の鉄則”　内藤雄士レッスンの楽園 、（監修：内藤雄士 、GOLF TODAY、三栄書房）
- スイングの悩みズバッと解決“8つの約束” 内藤雄士レッスンの楽園（監修：内藤雄士、GOLF TODAY、三栄書房）
- 他　連載・単発漫画多数

### 師匠
- 宮谷一彦

### 趣味
- モーターサイクル、工業高校時代はバイクの修理、ツーリングやモトクロスに夢中になっていた。現在までに宮田製作所のアサヒ号125ccを初めヤマハXJ650スペシャルまで様々なバイクを乗り継いできた。車もダイハツミゼット300ccからトヨタスプリンターマリノ1600、日産MOCOモコまでいろいろ乗り継いできた。2級船舶免許も持っている。ボートをレンタルしてブラックバス釣りを楽しんでいる。
- フィッシング、ルアーからエサ釣りまで海・湖・管理釣り場と拘らず何でも楽しんでいる。
- ゴルフ、ゴルフ歴は20年以上あるがスコアを求めるより、友人知人との楽しい時間を過ごすゴルフを楽しんでいる。